# PS방식
PS방식(Production sharing 方式)은 생산물 공여방식(生産物供與方式)의 약자로 선진국이 개발도상국에 대해 개발자재와 기술을 공여하여 이에 따라 개발 도상국이 자국에서 생산한 물건을 선진국으로 수출하는 방식을 말한다. 수입국 측은 외국의 차관으로 자원을 개발하고 그 생산물로 원리금을 상환하는 방식이다.